# Paralegal

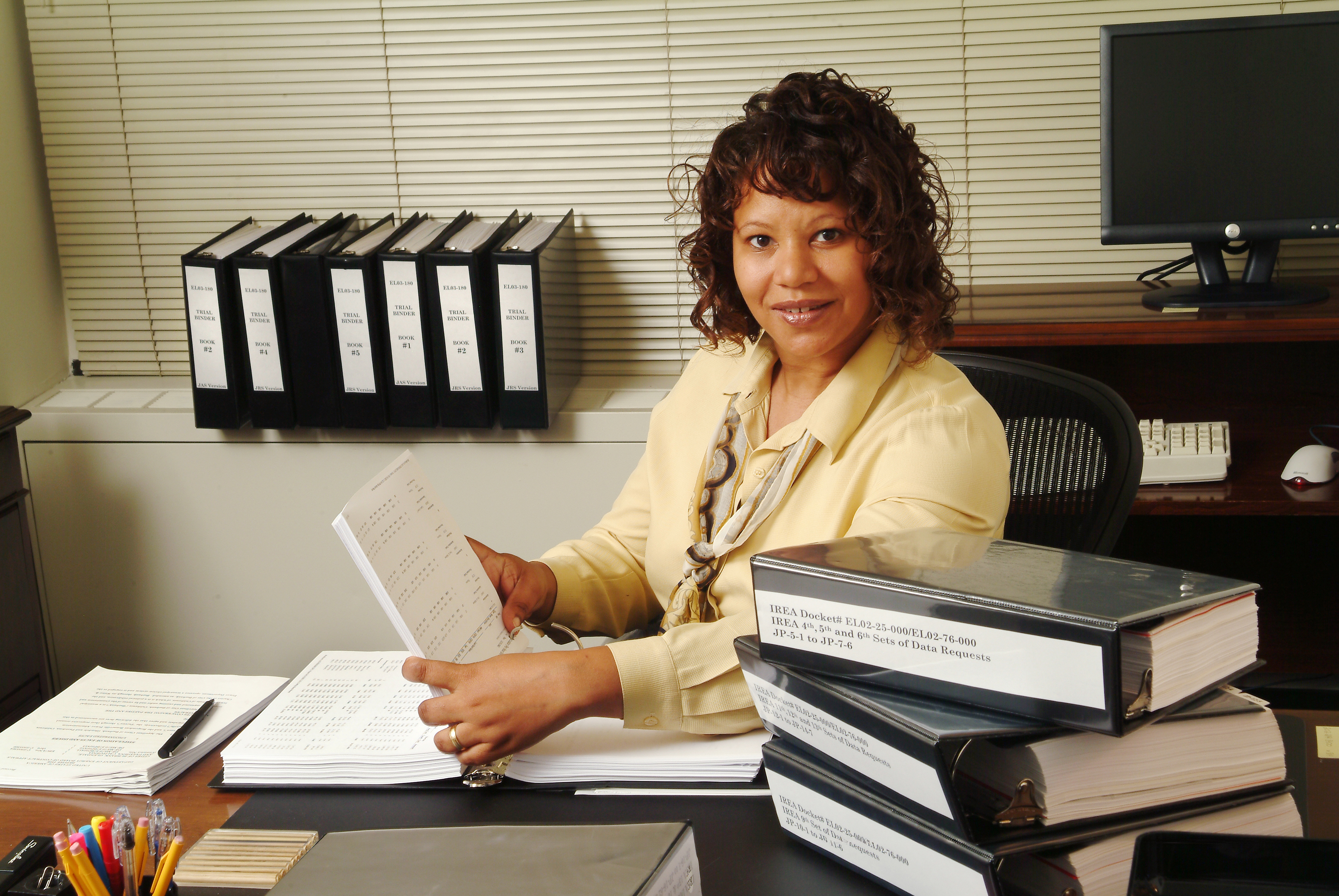
Los paralegals suelen avocarse a la revisión especializada de documentos y antecedentes judiciales.

Un paralegal (del prefijo griego para- "adyacente", y el inglés legal "legal"; relativo a la ley) es un tipo de profesional de las ciencias jurídicas (principalmente en países pertenecientes a la tradición del derecho anglosajón) que realiza trámites de manera autónoma o semiautónoma como parte de un sistema de asistencia legal, y también tareas que requieren el conocimiento de la legislación para su correcta ejecución. Adicionalmente, se desempeñan brindando apoyo o asistencia a profesionales relacionados con el área jurídica de carácter consultivo o judicial, principalmente a abogados. Su mercado laboral es amplio; incluyendo consultorías, empresas que cuentan con departamentos legales o que realizan actividades de cumplimiento normativo tales como: ambiental, laboral, productos controlados, registro de productos, marcas y patentes, impuestos, licitaciones, entre otros.
En países de habla hispana pertenecientes a la tradición del derecho civil continental, el concepto y funciones del paralegal se asemejan con las del técnico jurídico.
En Estados Unidos en 1967, la American Bar Association (ABA) aprobó el concepto paralegal y, en 1968, estableció su primer comité de asistentes legales. La figura profesional de paralegal existe también en los siguientes países: Australia, Canadá, Japón, Sudáfrica, Corea del Sur, Inglaterra, Gales, Escocia e Irlanda.
El manejo de la tecnología por parte del paralegal y la existencia de una obligación de supervisión por parte de un jurista (abogado, árbitro) es un tema de interés creciente en la regulación jurídica de esta figura.